# 13815 Furuya
13815 Furuya este un asteroid din centura principală de asteroizi.

## Descriere
13815 Furuya este un asteroid din centura principală de asteroizi. A fost descoperit pe 22 decembrie 1998 la Hadano de Atsuo Asami. El prezintă o orbită caracterizată de o semiaxă mare de 3,21 ua, o excentricitate de 0,19 și o înclinație de 12,6° în raport cu ecliptica.